# 이규원 (유도 선수)
이규원(李奎遠, 1989년 2월 14일 ~ )은 대한민국의 남자 유도 선수로, 네덜란드 로테르담 에서 열린 2009 세계 선수권 대회에서 19세의 나이로 세계 타이틀을 획득했다.